# Communauté de communes du Pays-de-Pouzauges
La communauté de communes du Pays de Pouzauges (CCPP), généralement appelée « Pays de Pouzauges », est une intercommunalité à fiscalité propre française située dans le département de la Vendée et la région des Pays de la Loire.

## Historique
Elle est créée par un arrêté préfectoral du 21 décembre 2001 avec effet au 1er janvier 2002. Elle remplace  un district créé en 1991.
Le 1er janvier 2016, la création de la commune nouvelle de Sèvremont entraîne la diminution du nombre de communes, qui passe de 13 à 10.

## Territoire communautaire

### Géographie
Située à l'est  du département de la Vendée, la communauté de communes du Pays de Pouzauges regroupe 10 communes et s'étend sur 318,8 km2.

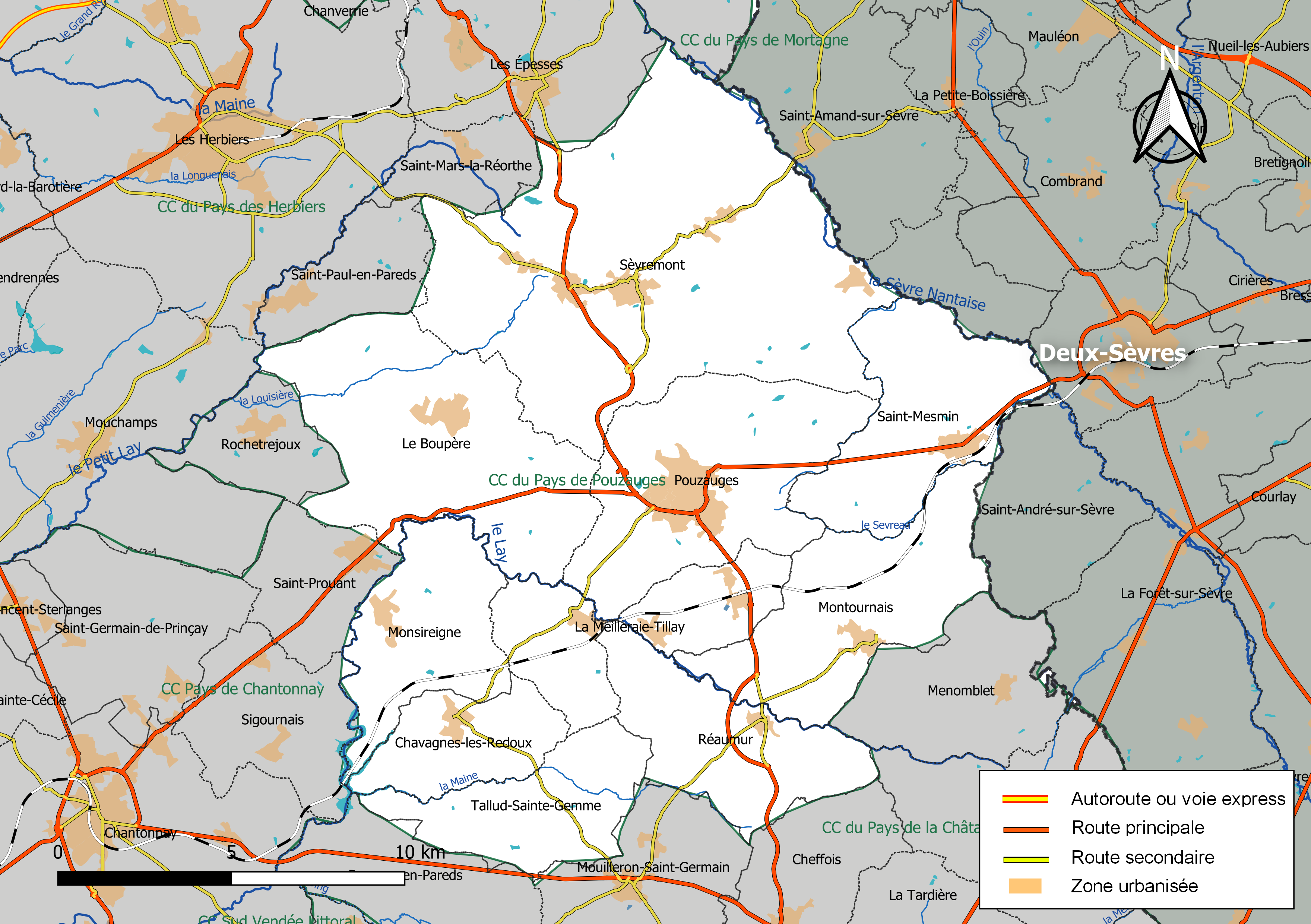
Carte de la communauté de communes du Pays de Pouzauges au 1er janvier 2019.

### Composition

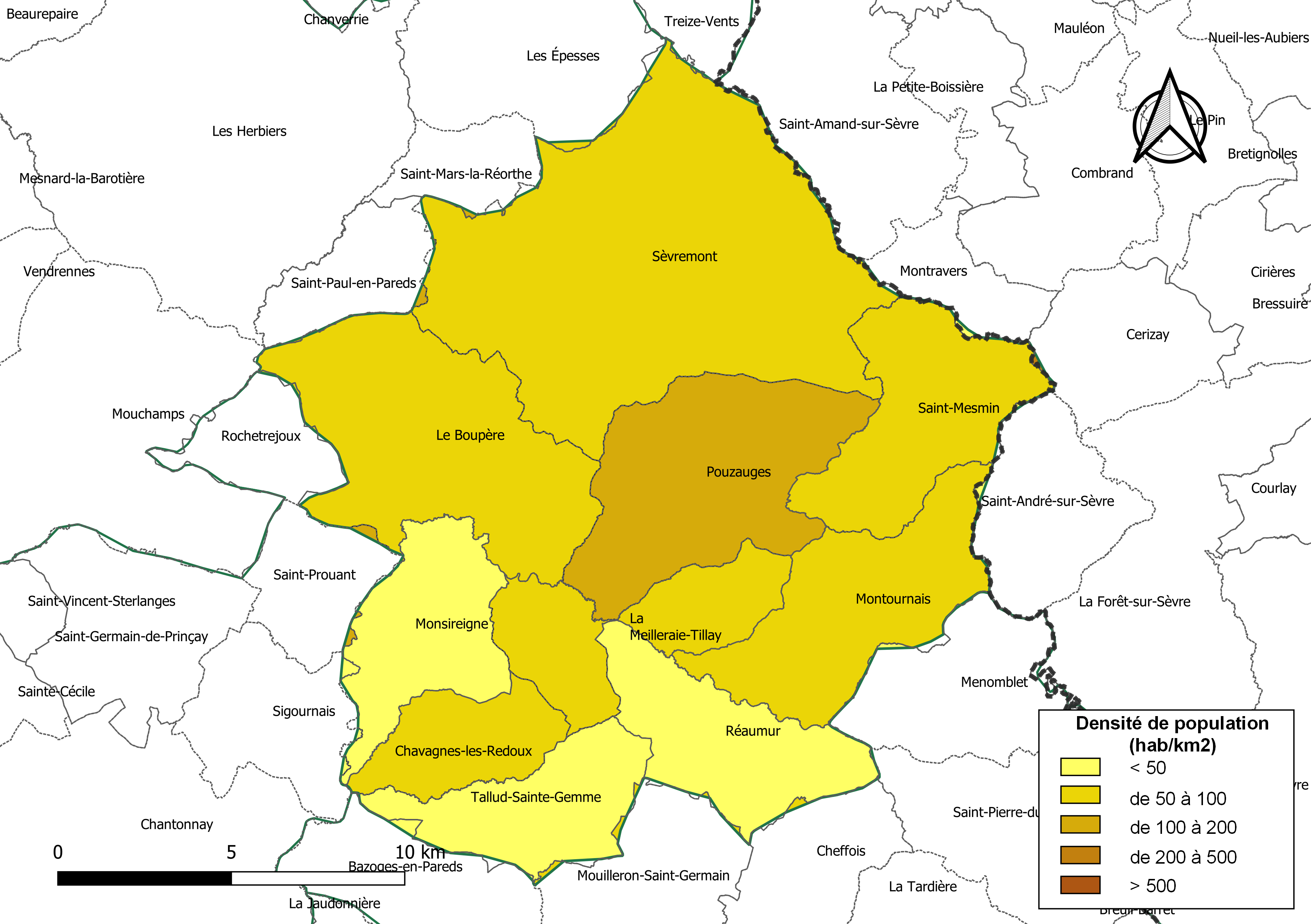
Carte des densités de population (millésimée 2016) des communes de la communauté de communes du Pays-de-Pouzauges. Composition en communes au 1er janvier 2019.

La communauté de communes est composée des 10 communes suivantes :

| Nom                  | Code Insee | Gentilé         | Superficie (km2) | Population (dernière pop. légale) | Densité (hab./km2) |
| -------------------- | ---------- | --------------- | ---------------- | --------------------------------- | ------------------ |
| Pouzauges (siège)    | 85182      | Pouzaugeais     | 36,65            | 5 641 (2022)                      | 154                |
| Le Boupère           | 85031      | Boupériens      | 43,48            | 3 170 (2022)                      | 73                 |
| Chavagnes-les-Redoux | 85066      |                 | 13,34            | 847 (2022)                        | 63                 |
| La Meilleraie-Tillay | 85140      | Melletois       | 20,13            | 1 489 (2022)                      | 74                 |
| Monsireigne          | 85145      | Siréné-Montains | 20,5             | 989 (2022)                        | 48                 |
| Montournais          | 85147      | Montournaisiens | 29,14            | 1 626 (2022)                      | 56                 |
| Réaumur              | 85187      | Réaumurois      | 22,09            | 861 (2022)                        | 39                 |
| Saint-Mesmin         | 85254      |                 | 26,28            | 1 771 (2022)                      | 67                 |
| Sèvremont            | 85090      |                 | 88,64            | 6 401 (2022)                      | 72                 |
| Tallud-Sainte-Gemme  | 85287      | Gemmois         | 18,57            | 447 (2022)                        | 24                 |

### Démographie
| 1968   | 1975   | 1982   | 1990   | 1999   | 2010   | 2015   | 2021   |
| ------ | ------ | ------ | ------ | ------ | ------ | ------ | ------ |
| 19 694 | 20 401 | 20 992 | 21 274 | 20 892 | 22 644 | 23 179 | 23 171 |

## Administration

### Siège
Le siège de la communauté de communes est situé à Pouzauges.

### Conseil communautaire
Selon l’arrêté préfectoral portant établissement du nombre de conseillers par commune du 25 octobre 2019, le conseil communautaire comprend :
| Nombre de conseillers               | Communes                                                         |
| ----------------------------------- | ---------------------------------------------------------------- |
| 9                                   | Pouzauges, Sèvremont                                             |
| 5                                   | Le Boupère                                                       |
| 3                                   | Montournais, Saint-Mesmin                                        |
| 2                                   | Chavagnes-les-Redoux, La Meilleraie-Tillay, Monsireigne, Réaumur |
| 1                                   | Tallud-Sainte-Gemme                                              |
| Conseil communautaire : 38 membres. |                                                                  |

### Présidence
| Période         | Période         | Identité            | Étiquette | Qualité |
| --------------- | --------------- | ------------------- | --------- | --- |
| Hiver 2002      | 18 avril 2008   | Jean-Pierre Lemaire | DVD MPF   | Maire de La Meilleraie-Tillay (1989-2008) Conseiller général du canton de Pouzauges (2001-2015)                                  |
| 18 avril 2008   | 15 avril 2014   | Michel Roy          | DVD       | Maire de Pouzauges (2008-2014)                                                                                                   |
| 15 avril 2014   | 26 janvier 2016 | James Louis         | DVD       | Maire de Réaumur (1995-2017) |
| 26 janvier 2016 | 4 juin 2020     | Dominique Blanchard | DIV       | Maire du Boupère (2001-2020) |
| 4 juin 2020     | En cours        | Bérangère Soulard   | DVD       | Première adjointe au maire de Chavagnes-les-Redoux (depuis 2020) Conseillère départementale du canton des Herbiers (depuis 2015) |

## Compétences
- Aménagement de l'espace communautaire
- Développement économique
- Promotion du tourisme
- Logement et cadre de vie
- Gestion de l'aire d'accueil des gens du voyage
- Actions en faveur de l'environnement
- Assainissement des eaux usées
- Gestion des milieux aquatiques et prévention des inondations
- Gestion de maisons de services au public
- Action sociale, santé
- Gestion d'équipements culturels et sportifs d'intérêt communautaire (centre culturel de L'Echiquier, Manoir des sciences de Réaumur, centre aquatique)
- Réseau des bibliothèques
- Mobilité, transports
- Action en faveur de la petite enfance, de l'enfance et de la jeunesse
- Action en faveur de l'économie sociale et solidaire
- Aide au fonctionnement d'organismes d'aide à domicile et d'aide à la personne

### Régime fiscal et budget
Le régime fiscal de la communauté de communes est la fiscalité professionnelle unique (FPU).

## Identité visuelle

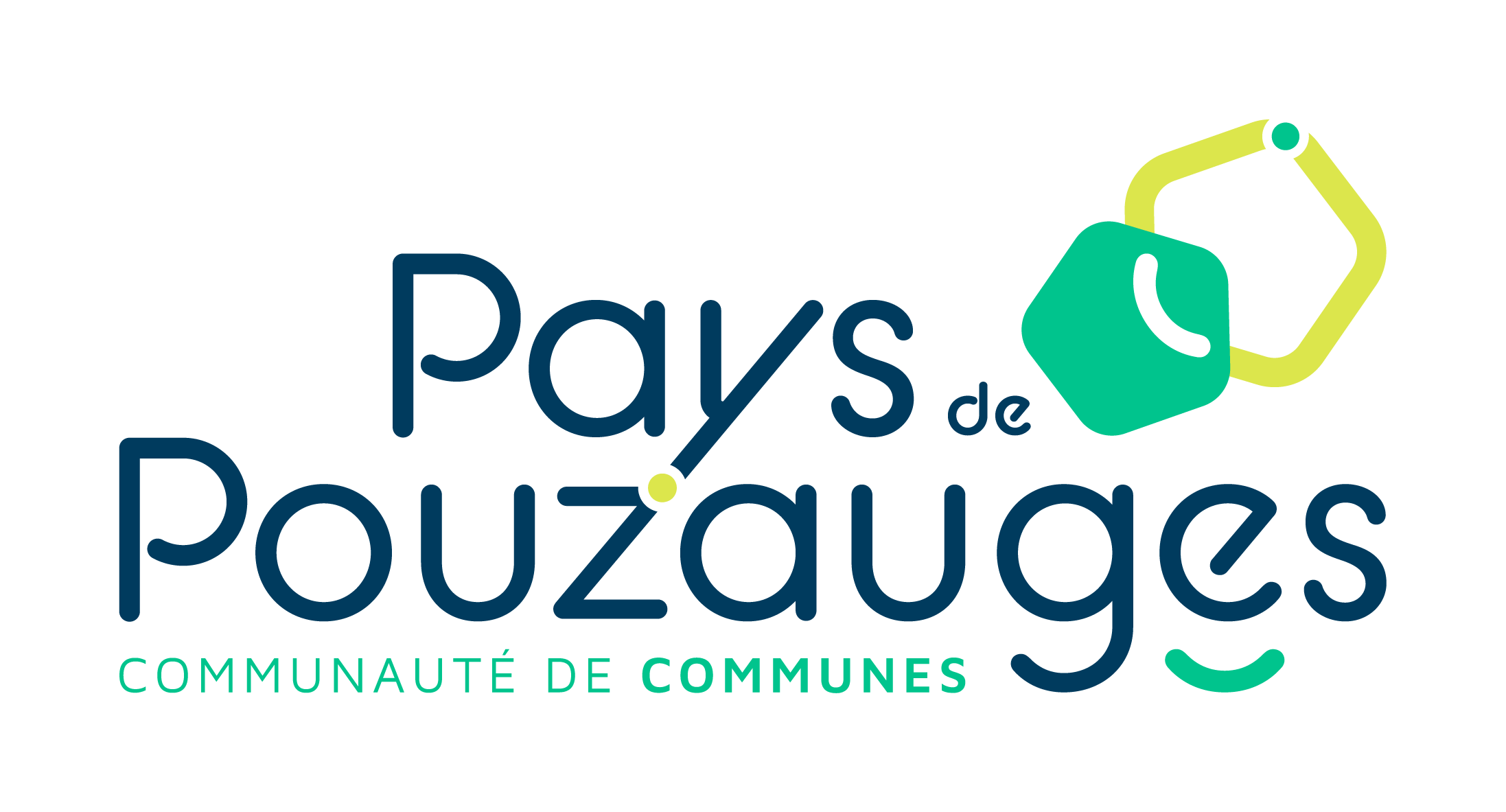
Logotype de la Communauté de communes du Pays de Pouzauges